# Антоновичи-Страховские
Антоновичи-Страховские (пол. Antonowicz) — малороссийский дворянский род.
Потомство Андрея Антоновича-Страховского, протопопа Менского (с 1687 г.), и его сына Василия Антоновича, сотника Киселевского (1709).

## Описание герба
В голубом поле золотой крест, сопровождаемый снизу золотым полумесяцем.
Щит увенчан дворянскими шлемом и короной. Нашлемник: три страусовых пера. Намёт на щите голубой, подложенный золотом.